# Maria Sund
Maria Sund est une skieuse alpine paralympique suédoise. Elle a représenté la Suède aux Jeux paralympiques d'hiver de 1992. Elle a remporté une médaille d'argent.

## Carrière
Aux Jeux paralympiques d'hiver de 1992, elle a remporté une médaille d'argent en slalom féminin LW5/7,6/8. Elle a participé à la descente féminine LW5/7, en terminant cinquième, au slalom géant féminin LW5/7, en terminant septième et au Super-G féminin LW5/7. 